# Hailey Baptiste
Hailey Baptiste (nació el 3 de noviembre de 2001) es una jugadora de tenis estadounidense.
En la gira júnior, Baptiste alcanzó el puesto 38, el más alto de su carrera, logrado el 29 de enero de 2018. Terminó subcampeona en el torneo de dobles júnior del US Open en 2018.
Baptiste hizo su debut en el cuadro principal del WTA Tour en el torneo de Washington en 2019, venciendo a Madison Keys en la primera ronda. Ha ganado tres títulos individuales en el Circuito Femenino de la ITF. El 10 de mayo de 2021, alcanzó su mejor ranking de individual, No. 201 del mundo.

## Títulos WTA (1; 0+1)

### Dobles (1)
| Leyenda                    |
| Grand Slam (0)             |
| Juegos Olímpicos (0)       |
| WTA Tour Championships (0) |
| WTA 1000 (0)               |
| WTA 500 (0)                |
| WTA 250 (1)                |

| N.º | Fecha               | Torneo        | Superficie    | Pareja       | Oponentes en la final     | Resultado           |
| --- | ------------------- | ------------- | ------------- | ------------ | ------------------------- | ------------------- |
| 1.  | 18 de abril de 2021 | Charleston II | Tierra batida | Caty McNally | Ellen Perez Storm Sanders | 6-7(4), 6-4, [10-6] |

## Títulos WTA 125s

### Dobles (2–1)
| Resultado | N.º | Fecha                  | Torneos  | Superficie | Pareja          | Oponentes                        | Resultado              |
| --------- | --- | ---------------------- | -------- | ---------- | --------------- | -------------------------------- | ---------------------- |
| Finalista | 1.  | 19 de agosto de 2023   | Stanford | Dura       | Claire Liu      | Jodie Burrage Olivia Gadecki     | 7-6(4), 6-7(6), [10-8] |
| Campeona  | 1.  | 5 de noviembre de 2022 | Midland  | Dura (i)   | Whitney Osuigwe | Sophie Chang Ashley Lahey        | 2-6, 6-2, [10-1]       |
| Campeona  | 2.  | 22 de junio de 2024    | Gaiba    | Césped     | Alycia Parks    | Miriam Kolodziejová Anna Sisková | 7-6(4), 6-2            |